# Соловьёв, Вячеслав Евгеньевич
Вячесла́в Евге́ньевич Соловьёв (11 февраля 1937, Москва — 10 декабря 2006, Москва) — советский футболист и игрок в хоккей с мячом, нападающий. Мастер спорта СССР (1963). Заслуженный мастер спорта СССР (1967). Заслуженный тренер СССР (1985).

## Карьера

### Футбольная
Воспитанник московского «Динамо», однако свою профессиональную карьеру начинал в рижской «Даугаве», за которую провёл 43 матча в чемпионате СССР. В 1964 году перебрался в московское «Торпедо», за который дебютировал в выездной встрече против донецкого «Шахтёра», завершившийся нулевой ничьей. В 1965 году в составе «чёрно-белых» стал чемпионом СССР, но следующий сезон начинал в составе московского «Динамо». Последние годы своей карьеры провёл в составе махачкалинских динамовцев, барнаульских динамовцев, завершил же карьеру в брянском «Динамо».

### Хоккей с мячом
Наибольших успехов Вячеслав Соловьёв добился в хоккее с мячом. В промежутке с 1961 по 1976 он стал 11-кратным чемпионом СССР, пять раз становился чемпионом мира. После завершения карьеры игрока возглавил сборную СССР и привёл её к победе на чемпионате мира в 1985 году.
С 1987 по 1992 год возглавлял Федерацию хоккея с мячом СССР.

## Достижения

### Командные
«Торпедо» (Москва)
- Чемпион СССР: 1965
- Серебряный призёр чемпионата СССР: 1964

Сборная СССР по хоккею с мячом
- Чемпион мира по хоккею с мячом: 1963, 1967, 1969, 1973, 1975

## Личные
- Список 22 лучших игроков Федерации хоккея с мячом СССР: 1958, 1960, 1961, 1962, 1964, 1970, 1971, 1972, 1973, 1974, 1975, 1976
- Лучший полузащитник сезона: 1972, 1975
- Список 33 лучших игроков Федерации хоккея с мячом СССР: 1968, 1969

## Награды
- медаль «За трудовую доблесть» (30.05.1969)